# Hylophilus amaurocephalus
Hylophilus amaurocephalus là một loài chim trong họ Vireonidae.